# Грей, Ричард, 12-й барон Грей из Уилтона
Ричард де Грей (англ. Richard de Grey; приблизительно 1505 — 14 октября 1523) — английский аристократ, 12-й барон Грей из Уилтона с 1517 года. Третий сын Эдмунда де Грея, 9-го барона Грея из Уилтона, и его жены Флоренс Гастингс. Унаследовал владения и титул после смерти старших братьев Джорджа и Томаса. Умер в возрасте примерно 18лет, не успев жениться, так что его наследником стал четвёртый брат, Уильям.